# Lotens honingzuiger
Lotens honingzuiger (Cinnyris lotenius synoniem: Nectarinia lotenia)  is een vogel uit de familie van de honingzuigers (Nectariniidae).
De Lotens honingzuiger werd vroeger geplaatst in het geslacht Nectarinia.

## Kenmerken
Lotens honingzuiger onderscheidt zich van de purperhoningzuiger door zijn lange snavel.

## Leefwijze
Net als andere honingzuigers voedt de vogel zich met kleine insecten en bouwt een karakteristiek aan takjes hangend nest, soms in het web van koloniaal levende spinnensoorten.

## Taxonomie
Deze vogel werd door Carl Linnaeus geplaatst in het geslacht Certhia (boomkruipers), waarbij hij zich baseerde op materiaal van  Joan Gideon Loten. De soort is daarom vernoemd naar deze VOC-gouverneur  van Ceylon. Joan Loten gaf de kunstenaar Pieter Cornelis de Bevere opdracht aquarellen te maken voor een natuurlijke historie van Ceylon aan de hand van door Loten (of in opdracht van Loten) verzameld materiaal, waaronder deze honingzuiger. Deze aquarellen nam Loten mee naar Nederland en later naar Engeland, waar hij ze uitleende aan diverse Engelse natuuronderzoekers. Onder hen was de ornitholoog George Edwards, die bekendstaat als de vader van de Britse ornithologie.

## Verspreiding en leefgebied
Deze honingzuiger is inheems in India en op Sri Lanka. De vogel lijkt sterk op de purperhoningzuiger, Cinnyris asiaticus die in hetzelfde gebied voorkomt.
De soort telt twee ondersoorten:
- Cinnyris lotenius hindustanicus: zuidelijk India.
- Cinnyris lotenius lotenius: Sri Lanka.

Het verspreidingsgebied ligt voornamelijk langs de West-Ghats, daarnaast zijn er waarnemingen in Centraal India en in het noorden van de Oost-Ghats tot in de deelstaat Odisha. Het ras hindustanicus met een iets kortere snavel, is te vinden in India, de nominale ondersoort is te vinden in Sri Lanka.

De Lotens honingzuiger komt plaatselijk algemeen voor in zowel bossen als cultuurland. Hij is ook algemeen in tuinen in stedelijk gebied zoals in Chennai, waar ze zelfs vaker te zien zijn dan andere soorten honingzuigers.

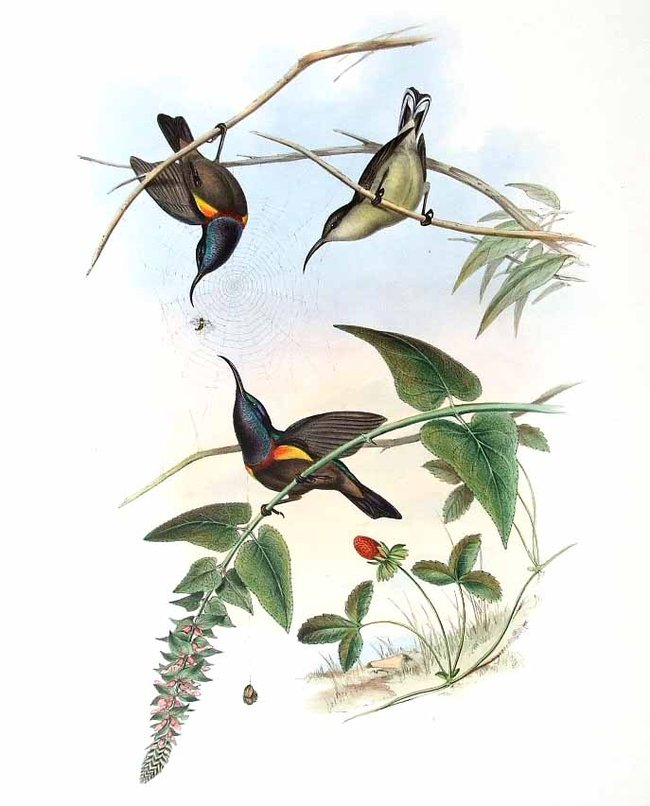
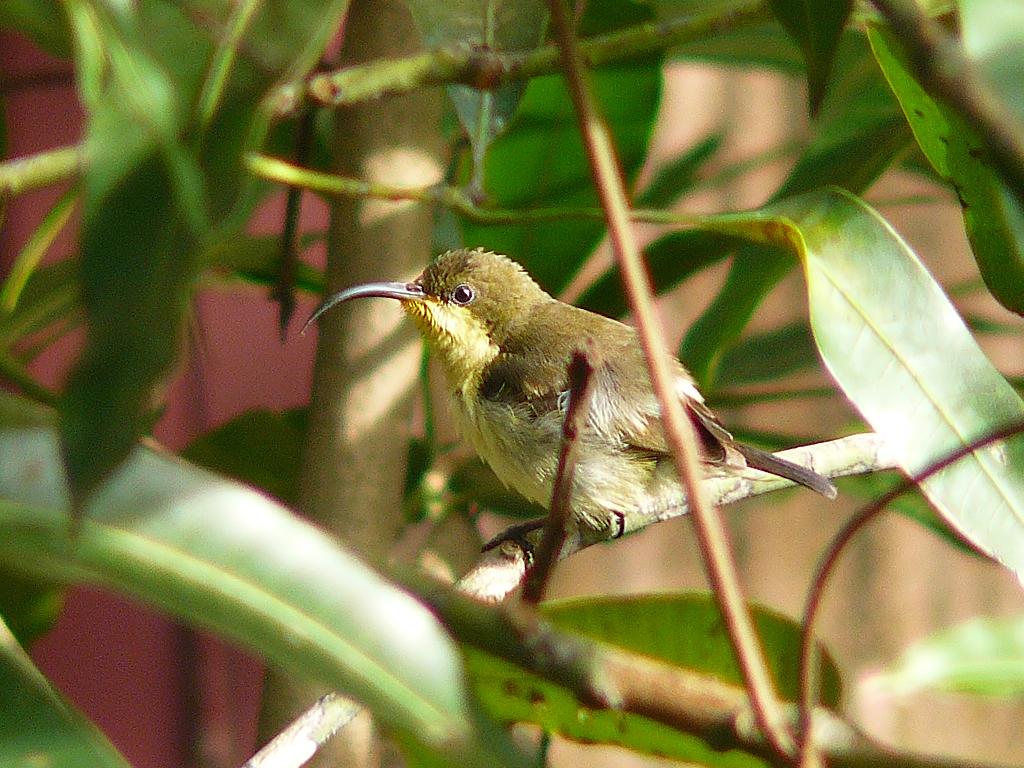
Vrouwtje
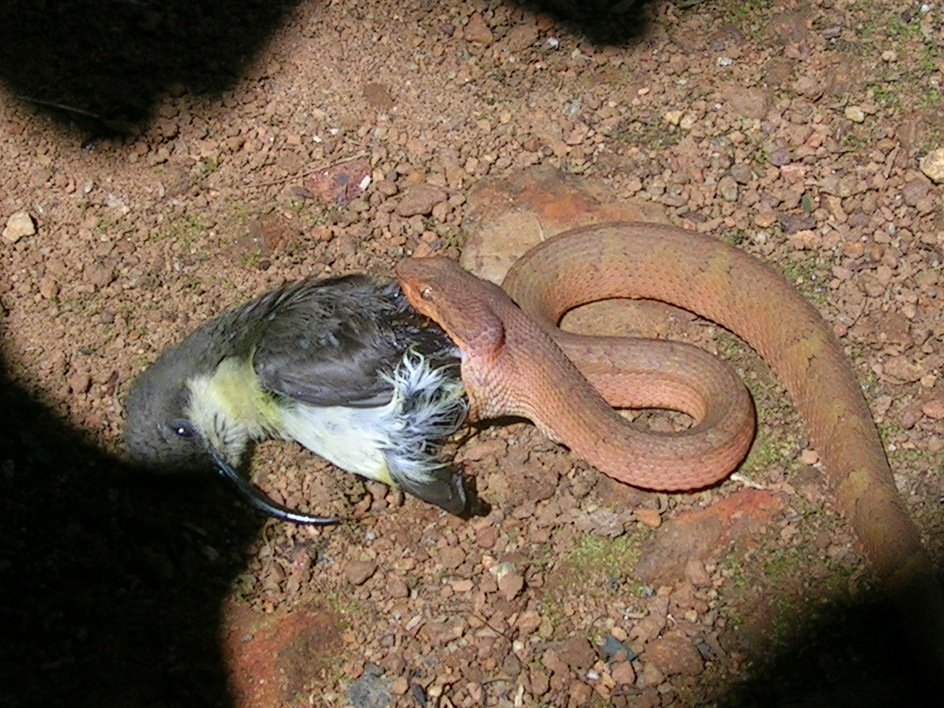
Trimeresurus malabaricus die een vrouwtje van Lotens honingzuiger te pakken heeft
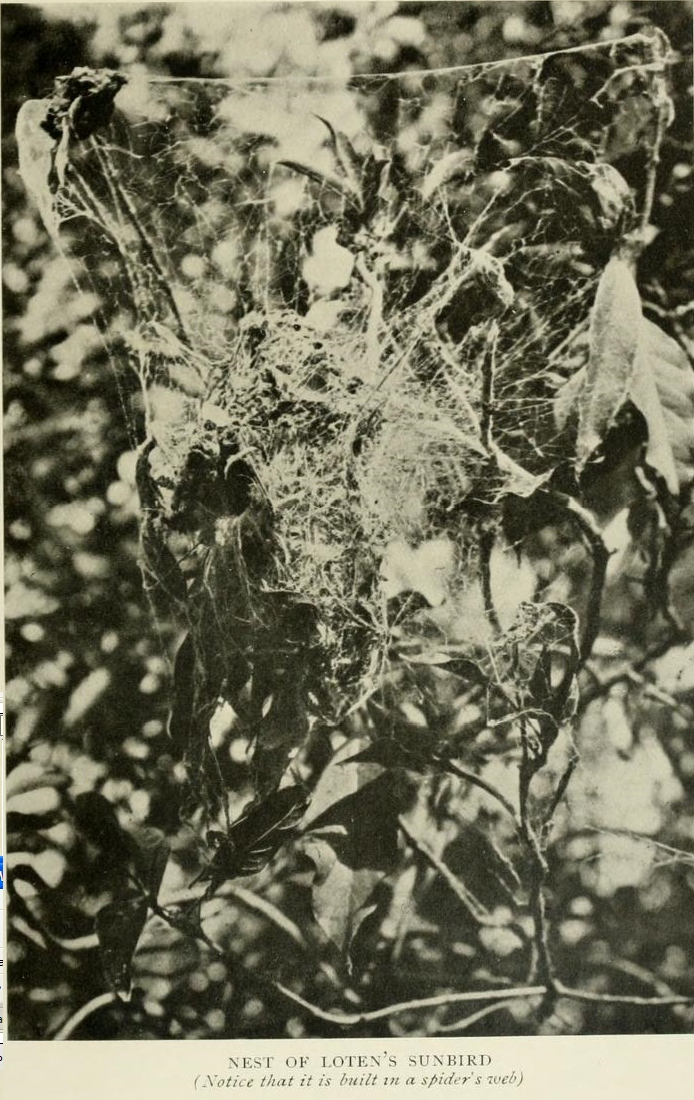
nest in het web van de kolonievormende koepelspin  Stegodyphus